# Кивальний синдром

Карта районів Південного Судану, в яких були зареєстровані випадки зараження.
випадки захворювань, які зафіксовані до 2001 року
випадки захворювань зафіксовані до 2011 року
до 2011 року фіксувались тільки окремі випадки захворювань

Кивальний синдром — рідкісне захворювання невідомої природи, що зустрічається виключно у невеликому районі східної Африки: на півдні Південного Судану, півночі Уганди і південних районах Танзанії. Хвороба вражає в основному дітей у віці від 5 до 15 років. Синдром отримав свою назву через характерні кивальні рухи головою, що спостерігаються під час нападів.
Перші випадки були зареєстровані у віддалених гірських районах Танзанії в 1962 році. Однак різке збільшення числа хворих і підвищення інтересу до захворювання спостерігалося з 1980-х років, коли хвороба потрапила в Судан. Станом на 2011 рік заражені тисячі жителів Південного Судану. Згідно з даними міністерства охорони здоров'я Уганди, в цій країні в 2009 році кількість хворих перевищувала 2000.

## Симптоми
Основним симптомом захворювання є характерні напади, що спостерігаються у хворих дітей. Під час нападу погляд дитини байдужий і нерухомий, при цьому спостерігаються патологічні кивальні рухи головою кожні п'ять-вісім секунд. Типовий приступ триває кілька хвилин. Особливо велика ймовірність нападу під час споживання їжі і під дією холоду. Можливо, саме через це хворі часто страждають від недоїдання. Крім того, з ними частіше трапляються нещасні випадки: ті, хто страждає кивальним синдромом, нерідко потопають або згоряють. МРТ-аналіз показує, що мозок хворого атрофується, пошкоджується гіпокамп і нейроглія. Дитина з кивальним синдромом помітно відстає від однолітків у фізичному та інтелектуальному розвитку.

## Можливі причини
Кивальний синдром відносно погано вивчений, точні причини його виникнення невідомі. Однак є кілька гіпотез, що перевіряються вченими.
Дослідження, що проводяться Центрами контролю та профілактики захворювань США, показують, що найбільш вразливою групою є діти вбогих батьків. При цьому ніякої залежності від вживаної їжі, а також від інших культурних особливостей не виявлено. Також експерти сумніваються в генетичній природі синдрому, оскільки це припущення не може пояснити настільки швидкого поширення захворювання.
Поширена гіпотеза паразитарного походження хвороби. Ймовірним кандидатом у збудники є Onchocerca volvulus, хробак-нематода, що переноситься мошками, і відомий тим, що є причиною так званої «річкової сліпоти» (онхоцеркозу). Дослідження Центрів контролю і профілактики захворювань США, проведені в Південному Судані, показали, що патологічні кивання частіше спостерігаються у дітей, у крові яких є паразитарна інфекція. Однак дослідження, проведені групою в Танзанії, спростовують прямий зв'язок між синдромом і наявністю в тілі паразитів: їм не вдалося знайти помітного числа антитіл до паразита в зразках спинномозкової рідини хворих кивальним синдромом. При цьому не виключається, що причиною захворювання є не сам паразит, а аутоімунна реакція організму на його наявність. У той же час, наявність зв'язку між паразитарним захворюванням і кивальним синдромом не пояснює, чому останній не спостерігається у дорослих і поширений виключно в невеликому районі східної Африки.
За іншою гіпотезою захворювання пов'язане зі спостережуваним у хворих дефіцитом вітаміну B6, або піридоксину. Зокрема, відоме існування рідкісного генетичного захворювання, званого піридоксин-чутлива епілепсія, яке викликає сильні напади у дітей, які страждають недоліком вітаміну B6. При цьому напад припиняється відразу ж після введення великої дози вітаміну. Однак систематичних досліджень цієї гіпотези поки не проводилося.

## Див. також
- Квашиоркор — вид тяжкої дистрофії. Хвороба зазвичай виникає у дітей 1-4 років, хоча іноді і в старшому віці (наприклад, у дорослих або у старших дітей).